# Tad
Tad — американський рок-гурт з Сіетла, заснований в 1988 році. Колектив став одним з останніх гуртів незалежного лейбла Sub Pop, що підписав контракт із великою компанією звукозапису під час розквіту сіетлської сцени на початку дев'яностих, проте так і не набув популярності. Tad вважається одним з найважчих, а разом з тим — недооцінених або забутих гранджових гуртів.

## Історія
Колектив був створений в Сіетлі в 1988 році. Його засновником став музикант з Айдахо Томас А. Дойл, також знаний як Тед Дойл. Назва гурту походила від його ініціалів: Thomas A. Doyle. Окрім Дойла, який співав та грав на гітарі, до складу увійшли бас-гітарист Курт Деніелсон, що раніше грав із Дойлом в Bundle of Hiss, гітарист Стів Торстенсен з Treeclimbers, а також барабанщик Skin Yard Стів Від. Раніше Дойл самотужки записав сингл «Daisy» (зігравши на всіх інструментах), який вийшов на місцевому інді-лейблі Sub Pop. Гурт долучив продюсера Джека Ендіно, з яким раніше працював Від, і в 1989 році випустив дебютну платівку God's Balls. Після цього Tad вирушили у концертне турне, де грали разом з іншим гуртом лейблу Sub Pop — Nirvana, які нещодавно видали свій перший альбом Bleach.
В 1990 році вийшов наступний мініальбом Tad Salt Lick, який продюсував Стів Альбіні. Тепер гурт гастролював разом з Nirvana та Mudhoney, а також вперше відвідав європейські міста. Для третьої платівки музиканти обрали продюсера Бутча Віга, відомого своєю роботою над «нірванівським» Nevemind. Платівка вийшла в 1991 році, отримавши назву 8-Way Santa, проте гурт зіткнувся з юридичними проблемами, отримавши судові позови від жінки, чиє фото опинилось на обкладинці без її згоди, а також від компанії «PepsiCo» через некоректне використання логотипа «Пепсі».
Після того, як Дойл знявся в невеличкій ролі в популярній комедії Кемерона Кроу «Одинаки», де також прозвучала їхня пісня «Jinx», на гурт нарешті звернули увагу великі компанії звукозапису. Tad підписали контракт з підпорядкованим Warner Bros лейблом Giant. Гурт залишив барабанщик Стів Від, на зміну якому тимчасово прийшов Рей Вошем (Scratch Acid), а потім — Джош Сіндер (The Accused). Спродюсована Джеєм Маскісом (Dinosaur Jr.) платівка вийшла в 1993 році та отримала назву Inhaler, але попри усі сподівання лейблу та гастролі з Soundgarden, продавалася дуже погано. Представники Giant обурились рекламним постером Tad, на якому Білл Клінтон курив марихуану, і тому контракт було розірвано. На додачу до цього, в 1994 році гурт залишив гітарист Стів Торстенсен.
Залишившись втрьох, музиканти зробили останню спробу закріпитись на великому лейблі. 1995 року вони випустили ретроспективний «живий» альбом Live Alien Broadcasts, що вийшов на лейблі Futurist Records, який належав MCA, а після цього — лонгплей Infrared Riding Hood, на лейблі Elektra EastWest. На жаль, A&R-агента, що працював з Tad, було звільнено, тому платівка залишилась без рекламної підтримки та пройшла майже непоміченою.
Протягом наступних декількох років гурт час від часу виступав на концертах, та навіть випустив декілька синглів самостійно. 1997 року Tad залишив Сіндер і його замінив Майк Монгрейн (Foil). 1998 року Деніелсон перейшов до супергурту Valis (разом із музикантами Screaming Trees та Mudhoney), а Тед Дойл заснував власний проєкт Hog Molly, а Tad офіційно припинив існування.

## Музичний стиль
На відміну від більшості сіетлських гуртів, що стали відомими на початку дев'яностих під час розквіту гранджу і грали суміш панк-року та хеві-металу, Tad не мали панківських коренів. Їхня музика була значно ближчою до важкого металу, що грали гурти 1970-х років, а також до нойз-року. Пісні Tad були значно менш мелодійними, ніж у провідних гранджових колективів, через що, як вважається, великі лейбли звернули на них увагу чи не в останню чергу серед усіх відомих місцевих гуртів. На сайті Metal Injection гурт занесли до списку десяти найважчих гранджових гуртів, назвавши «найгучнішим гуртом Сіетла».
Колектив будувався навколо харизматичного фронтмена Теда Дойла, який відрізнявся не лише потужним співом, але й зовнішнім виглядом: його вага досягала майже 150 кг. Всі музиканти вдягались як північнозахідні лісоруби — це стиль одягу був досить притаманним для всього гранджового руху — а сам Дойл уособлював типову фігуру американського реднека і неодноразово наголошував тому, що в минулому працював м'ясником. Хоча Дойл та інші учасники були досить освіченими, в текстах пісень неодноразово зустрічались відсилання до тем «білого бидла».

## Склад гурту
- Тед Дойл — гітара, вокал (1988—1998)
- Курт Деніелсон — бас-гітара (1988—1998)
- Гарі Торстенсен — гітара (1988—1994)
- Стів Від — барабани (1988—1991)
- Рей Вошем — барабани (під час концертного туру, 1991)
- Джош Сіндер — барабани (1992—1997)
- Майк Монгрейн — барабани (1997—1998)

## Дискографія
- 1989 — God's Balls
- 1990 — Salt Lick (EP)
- 1991 — 8-Way Santa
- 1993 — Inhaler
- 1994 — Live Alien Broadcasts (Live)
- 1995 — Infrared Riding Hood[5]